# Stráž pod Ralskem
Stráž pod Ralskem (tyska: Wartenberg) är en stad i distriktet Česká Lípa i regionen Liberec i Tjeckien. Staden har en befolkning på 4 048 (2016).